# -geest

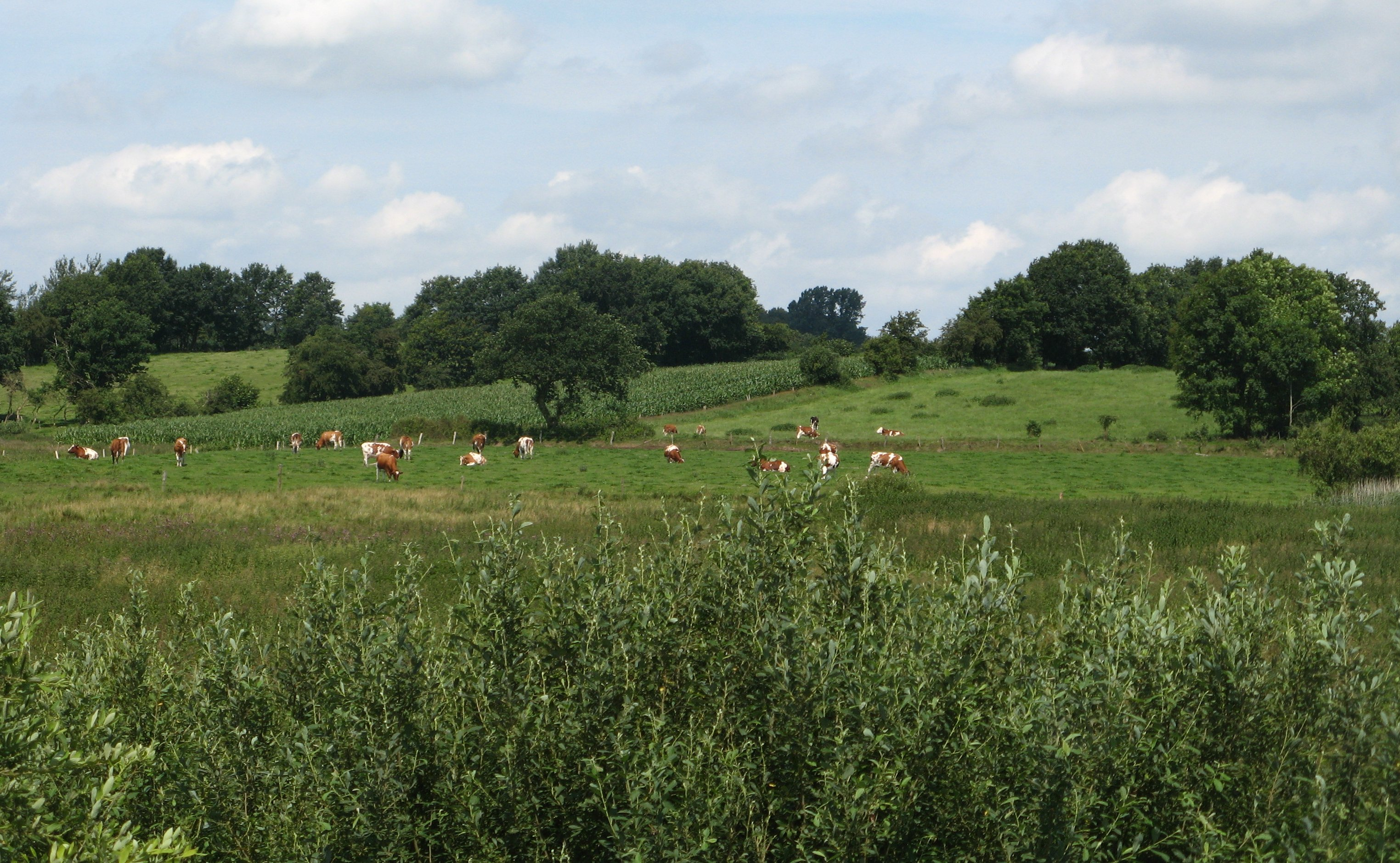
Geest bij Dörpling.

Het woord geest in de toponymie is afkomstig van een Germaanse woord gaistō- 'hoog en droog land' en het bijvoeglijk naamwoord gaista- 'droog, onvruchtbaar' (zoals in de uitdrukking guste koe). Dit is weer afgeleid van Indogermaans *ĝhē , ĝhēi 'gapen, open staan', waardoor uitgegaan kan worden van een grondbetekenis; 'door droogte scheuren krijgen'. Vanaf de vroege middeleeuwen werd het woord gebruikt voor hogere dekzandruggen in een natter gebied.
Plaatsnamen met -geest komen sinds de 9e eeuw voor in Holland en Westfalen, vanaf de 12e eeuw ook elders in Noord-Duitsland, in Oost-Nederland en de Zuidelijke Nederlanden, sporadisch in Denemarken. Een opvallende parallel is het Franse woord gast (uit het Latijn vastus) met de streeknaam Gâtinais, beide in de betekenis van 'woeste gronden'. Hieruit ontstond de Vlaamse term wastine.
Verscheidene plaatsnamen zijn afgeleid van dit woord 'geest', zoals Gestel in Noord-Brabant, Geesteren in Gelderland, Gasteren en Gees in Drenthe, Geesthacht bij Hamburg en Gesten in Jutland. In Oost-Vlaanderen, West-Brabant en Zuidwest-Jutland is het toponiem vooral bij perceelnamen verspreid. Bij Bergen op Zoom vinden we de buurtschappen Noordgeest en Zuidgeest. Aan de rand van de Antwerpse polders en stroomopwaarts langs de Schelde en de Leie komt dit toponiem onder andere voor bij De Geesten en Geestenspoor te Ekeren, Molengeest te Berendrecht en Oorderse Geest te Oorderen.
In de Hollandse duinenstreek is de term geest vanaf de 12e of 13e eeuw overgegaan op hoger liggende akkercomplexen of geestgronden. De oudere dorpen in dit gebied worden als geestnederzettingen gekarakteriseerd. Te noemen zijn de Kasteel Endegeest, Geestdorp, Groot-Dorregeest, Oegstgeest, Oud-Poelgeest en Uitgeest, alsmede de streeknaam Geestmerambacht. Een recente inventarisatie leverde 50 geesten in Noord-Holland en 20 in Zuid-Holland op, Daarbij kan onderscheid worden gemaakt tussen (1) dorpsgeesten rond een bewoningskern, (2) geestnederzettingen met een verspreide bebouwing en (3) ontginningsgeesten in laagland of op afgegraven duinen (nollengrond).
In Friesland, Groningen en Oost-Friesland komt daarnaast de Oud-Friese vorm -garst, -gast of -gaast voor, zoals in Grootegast en Gaast. Hiermee werden - net als in Holland - vooral de hoger liggend dorpsakkers aangeduid.
Sinds de late middeleeuwen werd de term geest in het hele Noord-Duitse kustgebied gebruikelijk om hoge en droge zandgronden aan te duiden, waarbij een tegenstelling werd gesuggereerd met de vruchtbare kleigronden of marschen. De tegenstelling tussen geest en marsch duikt voor het eerst op in de ontginningsgebieden langs de Elbe, waar zich Nederlandse kolonisten hadden gevestigd. Het onderscheid werd daarna gebruikelijk bij belastingheffing en bestuurlijke regelingen.
Het toponiem geest moet niet verward worden met het hydroniem geest, dat een andere oorsprong heeft.